# John Herapath
John Herapath, född 30 maj 1790, död 24 februari 1868, var en brittisk fysiker och astronom som gav en delvis korrekt beskrivning av den kinetiska gasteorin 1820. På grund av bristerna i redogörelsen ratades hans arbete av dåtidens vetenskapsmän.  